# Carlos Arenas y Loayza
Carlos Arenas y Loayza, (Lima, 7 de octubre de 1885-Lima, 19 de julio de 1955) abogado, diplomático, periodista y político peruano. Fue presidente del Consejo de Ministros y ministro de Justicia, Instrucción, Culto y Beneficencia (1934-1935).

## Biografía
Fue hijo de Alejandro Arenas y Paula Loayza. Estudió en el Colegio Nacional Nuestra Señora de Guadalupe, pasando luego a cursar estudios superiores en la Universidad Nacional Mayor de San Marcos, donde se graduó de bachiller (1905) y doctor en Derecho (1908).
Fue presidente del Centro de la Juventud Católica de Lima (1908-1918) y uno de los fundadores de la Pontificia Universidad Católica del Perú, donde fue catedrático de Historia de la Civilización Antigua, Derecho Civil y Derecho Constitucional. Simultáneamente, fue decano de la Facultad de Derecho (1917-1941) y vicerrector (1917-1941).
Durante el segundo gobierno del general Oscar R. Benavides fue nombrado presidente del Consejo de Ministros y ministro de Justicia e Instrucción, cargos que ejerció de 24 de diciembre de 1934 a 18 de mayo de 1935. Debió renunciar a raíz del escándalo suscitado por el asesinato del director del diario El Comercio, Antonio Miró Quesada de la Guerra, y el de su esposa, a manos de un joven militante aprista en pleno centro de Lima.
Formó parte de la delegación peruana que asistió a la VIII Conferencia Panamericana, realizada en Lima en 1938, la misma que fue presidida por el canciller peruano Carlos Concha Cárdenas.
De 1941 a 1945 fue embajador en Colombia. Ya retirado del servicio, ejerció la docencia en la Escuela Militar de Chorrillos y colaboró en el diario El Comercio.
Falleció en la tarde del 19 de julio de 1955 a los 69 años en el Hospital Arzobispo Loayza de Lima. Estuvo casado con Doña Consuelo Pezet Valle Riestra (1892-1975) desde el 8 de noviembre de 1914

## Publicaciones
- Ensayo sobre la doctrina Monroe y estudios históricos de la legislación civil peruana durante la República (1909). Tesis con la que se doctoró en Derecho.
- Visión de nuestro tiempo (1956), libro basado en sus artículos periodísticos.
- Fuerzas morales (1957).

| Predecesor: Alberto Rey de Castro y Romaña | Presidente del Consejo de Ministros del Perú 24 de diciembre de 1934 a 18 de mayo de 1935                     | Sucesor: Manuel Encarnación Rodríguez Dávila |
| Predecesor: Alberto Rey de Castro y Romaña | Ministro de Justicia, Instrucción, Culto y Beneficencia del Perú 24 de diciembre de 1934 a 18 de mayo de 1935 | Sucesor: Ernesto Montagne Markholz           |